# Lukashi
La Lukashi est une rivière du bassin du fleuve Congo, dans le district de Kabinda en République démocratique du Congo, et un affluent de la Lomami. 

## Géographie
La Lukashi traverse le territoire de Kabinda d’Est en Ouest, et se jette dans la Lomami dans le territoire de Lubao.